# Klara Lundquist
Pour les articles homonymes, voir Lundquist.
Klara Lundquist, née le 28 août 1999 dans le quartier de Bromma à Stockholm (Suède), est une joueuse suédoise de basket-ball.

## Biographie
Issue d’une famille de basketteurs, elle pratique ce sport depuis son plus jeune âge. Elle débute au club d'Alvik puis signe en 2018 avec Telge où elle réussit trois fois à inscrire à 32 points, tout en se montrant à l'occasion performante au rebond et dans la distribution du jeu. En Eurocoupe, elle affiche des moyennes de 20,8 points, 5,8 rebonds et 2,6 passes décisives à seulement 19 ans, ce qui convainc le club français de Montpellier de la signer pour la saison LFB 2019-2020. Victime du mal du pays et de l'éloignement de ses proches, elle quitte Montpellier fin novembre sur des moyenne de 4,5 points et 1,8 rebond en LFB et 3,8 points et 1,5 rebond en Euroligue.

## Équipe nationale
En 2017, elle est élue dans le meilleur cinq du championnat d'Europe U 18, dont elle meilleure marqueuse et troisième rebondeuse, alors que la Suède accroche la huitième place:
Elle est sélectionnée avec les seniores pour le championnat d'Europe 2019.

## Clubs
| Saisons   | Équipe                                                       | Pays   |
| 2015-2018 | Alvik                                                        | Suède  |
| 2018-2019 | Telge                                                        | Suède  |
| 2019-2019 | Basket Lattes Montpellier Méditerranée Métropole Association | France |